# 怪人二十面相 (小説)
『怪人二十面相』（かいじんにじゅうめんそう）は月刊娯楽雑誌『少年倶楽部』（大日本雄辯會講談社）に1936年に連載された江戸川乱歩作の少年向け推理小説シリーズの第1話である。

## 概要
20の違う顔を持っていると言われる変装名人であり、盗む際には予告状を送ることで新聞を賑わせている大怪盗怪人二十面相。二十面相は名探偵・明智小五郎やその助手・小林少年と対峙することになる。
本作で警視庁捜査一課係長の中村係長が登場する。中村係長について中村善四郎という名前が登場するのは本作のみ。
本作の終盤で小林少年を団長とする少年探偵団が結成される。

## あらすじ
実業界の大立者である羽柴壮太郎の家に世間で噂の盗賊「怪人二十面相」からロマノフ王家に伝わる宝石を狙った予告状が届いていた。一方で家出をして南洋に渡った羽柴家の長男壮一が10年以上を経て帰国した。しかし、ロマノフ王家の宝石は奪われてしまい、さらに次男の壮二を誘拐されることに。二十面相は次男の壮二と引き換えに、安阿弥の作といわれる観世音像を要求してきた。羽柴壮太郎は名探偵明智小五郎に依頼をしたが、明智が留守中のため、助手である小林芳雄が明智の代わりを務めることになった。

## 二十面相の狙ったもの
- ロマノフの宝冠についていた六つのダイヤモンド（「ロマノフのダイヤ」）[1]
- 鎌倉時代の観音像、雪舟や狩野探幽の名画（「美術城」）、国立美術館に収められている美術品全て

## 登場人物
- 羽柴壮太郎 - 麻布に邸宅を構える実業家。二十面相が最初に「予告状」を送り付けた標的。
- 羽柴壮一 - 壮太郎の長男。家出をしてボルネオで成功し帰国するという連絡が入る。
- 羽柴壮二 - 壮太郎の次男。のちに小林少年らと少年探偵団を結成する事になる[注 1]。
- 日下部左門 - 伊豆に古画や美術品を集めた城を構えている絵画収集家。二十面相の第二の標的。
- 小林芳雄 - 明智の助手で「小林少年」や「小林君」と呼ばれる。
- 怪人二十面相 - 神出鬼没の怪盗で、変装が得意なため「二十面相」と呼ばれ、自らも称している。
- 明智小五郎 - 名探偵。二十面相の好敵手。
- 中村善四郎 - 警視庁捜査一課係長[注 2]

## その他
- 小林少年が携行する「鳩のピッポちゃん」が本作で初登場。

## 書誌情報
- 大日本雄弁会講談社：『怪人二十面相』1938年[注 3]
- 講談社：江戸川乱歩推理文庫 第31巻『怪人二十面相／少年探偵団』1987年
- 講談社：江戸川乱歩（愛蔵版）『怪人二十面相』 1988年
- 講談社：青い鳥文庫（新装版）『怪人二十面相』 2013年
- 光文社：復刻・少年探偵団　『怪人二十面相』[注 4]　1947年
- 光文社：少年探偵団全集①　『怪人二十面相』　1961年
- 光文社：江戸川乱歩全集 第10巻『大暗室』2003年
- ポプラ社：少年探偵１『怪人二十面相』[注 5] 1964年
- ポプラ社：文庫　第1巻『怪人二十面相』　1976年
- ポプラ社：新装版　少年探偵１『怪人二十面相』　1998年
- ポプラ社：文庫（新装版）　第1巻『怪人二十面相』　2005年
- ポプラ社：文庫クラシック　第1巻『怪人二十面相』　2009年
- ゴマブックス：江戸川乱歩 名作ベストセレクション1『怪人二十面相』 2016年
- 新潮社：新潮文庫nex『怪人二十面相 私立探偵 明智小五郎』 2016年
- 岩波書店：岩波文庫『怪人二十面相・青銅の怪人』2017年